# Umaid-Bhavan-Palast

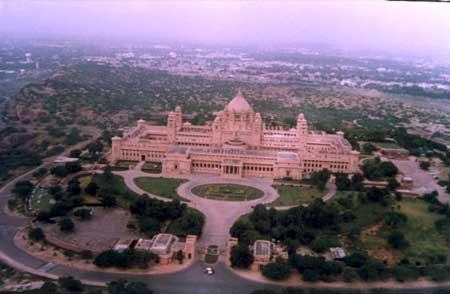
Der Umaid-Bhavan-Palast aus der Vogelperspektive mit Blick auf die Chittar Hills hinter der Anlage und Jodhpur im Hintergrund

Der Umaid-Bhavan-Palast ist ein Palast, der etwas östlich von Jodhpur im indischen Bundesstaat Rajasthan liegt.

## Vorgeschichte
Von 1911 bis 1947 regierte der Maharadscha Svasti Shri Rajadhiraja Sahib Umaid Singh II. Bahadur (* 7. März 1876, † 1947) als sechsunddreißigster Spross seiner Dynastie den Fürstenstaat Marwar-Jodhpur. Dieser wurde um 1300 zum ersten Mal urkundlich erwähnt. Er erstreckte sich im Nordwesten Indiens über eine Fläche von 93.240 Quadratkilometern.
Als in der Mitte der 1920er Jahre eine Dürre die Region um Jodhpur heimsuchte, beschloss der Maharadscha – angeblich dem Rat seines Hofastrologen folgend – einen Palast zu errichten, um der hungernden Bevölkerung Arbeit zu verschaffen. Dafür konsultierte er den englischen Architekten Henry Vaughan Lanchester, der auch mehrere Bauten für den ehemaligen britischen König Eduard VII. entworfen hatte.

Der Umaid-Bhavan-Palast

## Bau und Architektur
Der Grundstein der Anlage wurde am 18. November 1929 vom Maharadscha in den stadtnahen Chittar Hills gelegt. Aus diesem Grund lautet eine gebräuchliche umgangssprachliche Bezeichnung für das Bauwerk auch heute noch Chittar Palace. Am Bau des Palastes aus Sandstein waren knapp 3.000 Arbeiter ungefähr 14 Jahre lang beschäftigt. Bemerkenswert hierbei ist, dass weder Mörtel noch Zement als Bindungsmittel für die Steine verwendet wurden, sondern diese durch ein ausgeklügeltes Fügungssystem zusammenhielten. Die Baukosten beliefen sich auf etwa 12.100.000 Indische Rupien, welche der Fürst aus seinem Privatvermögen finanzierte.
Architektonisch gesehen ist das Bauwerk eine Mischung aus östlichen und westlichen Baustilen. Während die 56 Meter hohe Kuppel an die Renaissance erinnert, wurden die kleineren Türme in der Tradition der Radschputen gestaltet. Der überwiegende Teil des Gebäudes jedoch ist, genauso wie das Interieur in den 347 Räumen, im damals üblichen Art déco gehalten. Der Palast hat eine Länge von 195 Metern, eine Breite von 103 Metern und nimmt eine Grundfläche von 14.000 Quadratmetern ein. Die Gärten erstrecken sich über 61.000 Quadratmeter.

## Politische Situation nach der Vollendung des Palastes
Vier Jahre nach der Fertigstellung der Anlage starb der Maharadscha und in der Folge wurde sein Sohn Hanwant Singh als Nachfolger bestimmt. Wenige Wochen später entließ Großbritannien Indien in die Unabhängigkeit. Mit der Gründung der Bundesrepublik verloren die Fürstenstaaten ihre Autonomie. Marwar-Jodhpur ging zusammen mit 22 anderen Fürstentümern in dem neuen Bundesstaat Rajasthan auf. Die Maharadschas durften ihre Adelstitel zwar behalten, hatten allerdings keinerlei politisches Mitspracherecht mehr.
Hanwant Singh kam 1952 bei einem Flugzeugunglück ums Leben. Sein erst vierjähriger Sohn Gaj Singh II. (* 13. Januar 1948) wurde neues Oberhaupt des Hauses Rathore.

## Heutige Situation
Da sich der Umaid-Bhavan-Palast lange Zeit in einem schlechten baulichen Zustand befand, dem Maharadscha Gaj Singh II. aber das Geld für eine umfassende Renovierung fehlte, entschied er sich zu Beginn der 1970er Jahre, das Gebäude in drei Abschnitte zu unterteilen. Diese Maßnahme wurde 1972 durchgeführt.
Der erste Abschnitt beherbergt heute ein 5-Sterne-Hotel mit 94 Zimmern, der zweite ist in ein Museum umgewandelt worden. Touristen können hier alte Gemälde, Waffen, Uhren, Vasen und andere alte Gegenstände sowie ein Theater, ein unterirdisches Krankenhaus, die Haupthalle, den Ballsaal, das Schwimmbecken und den Schlosspark besichtigen. Der letzte Teil schließlich dient nach wie vor der adligen Familie als Wohnbereich.
Das Hotel ist das teuerste in Jodhpur und der Palast soll das größte Gebäude der Welt sein, das sich in privater Hand befindet. Nachts wird die Anlage beleuchtet.